# Leone Confessore
Leone Confessore (fl. XI secolo) è stato un santo italiano.

## Agiografia
Non si conosce l'anno della sua nascita e della sua morte, visse comunque quasi certamente nell'XI secolo. Si pensa che il suo luogo natale possa essere stato Cliterniano o addirittura San Martino stesso.
Giovanni Andrea Tria ammette che:
«Con tutte le diligenze da noi pratticate, altro in iscritto non abbiamo trovato di questo glorioso Santo, che una leggenda, l'ordine del suo officio, e Messa con propria orazione, che si conserva in pergamena nell'Archivio della Chiesa Arcipretale di detta Terra di S. Martino: e unendosi a tutto ciò la fama, che vi è di esso tra Frentani, e quanto si rappresenta in una tavola antichissima d'un quadro, che si ritrovava sopra l'Altare della sua Catacomba, posto nella Chiesa di Santa Maria in Pensili, e che da noi è stata fatta trasportare nella Chiesa Collegiata, e delineare in rame come nel seguente foglio, sembra, che tutto ciò possa esser bastevole in tale oscurità di tempi, per stendere le sue gloriose memorie. Quindi in primo luogo, come principal fondamento di quel, che dirassi si trascrive qui la leggenda preaccennata.

Il Beato Leo, proclamatore della fede in Cristo, Nobile di nascita, ma ancor più nobile per la sua virtù verso Dio, per il quale, per grazia ricevuta dal cielo, quando nel secolo iniziò a splendere, ispirato dal Signore se ne andò per farsi Monaco di San Benedetto, al Monastero di S. Felice, che non era molto distante da Cliterniano. Qui Leo visse santamente, e si dispose al Sacerdozio. Molto progredì nella sua indefessa predicazione, e con opere di misericordia, sì che Dio onnipotente, per la sua fedele devozione, miracoli attraverso lui operava. E così con pieno merito, e in età matura se ne involò al Signore. E poiché non molto tempo dopo la sua morte, il Monastero venne abbandonato dai Monaci, a causa di gravi malanni e dei frequenti e forti terremoti, allo stesso modo la Chiesa andò in rovina; proprio laddove il suo Corpo mirabile sotto l'Altare giaceva, Roberto, Conte di Loritello, andando a caccia, ne scoprì il Sacro Sepolcro: e da lì il corpo poi fu estratto per essere trasportato fino a Santa Maria in Pensili, costruita mirabilmente nel Castello di San Martino, e solennemente fu traslato. E ora affinché con preghiere, e con gli stessi meriti del B. Leone Confessore, Dio Misericordioso assidui benefici largisca, con fede insieme piamente invochiamo. La di lui lode, onore, e gloria nei secoli dei secoli. Amen»..
Parlando della leggenda il Tria dice che il Conte Roberto di Loritello legando 
«il cavallo all'anello d'una lapide sepolcrale, per Divina Provvidenza smossa a viva forza, il cavallo genuflesso rimanesse fin' a tanto, che giungessero il Conte, o altri, che fussero, i quali vedendo questo divino spettacolo, e osservando, che dentro il sepolcro si conservava il d. sagro Deposito, con altre reliquie, riconosciute da una carta pergamena, che ritrovarono dentro un cannello di piombo, quale attualmente abbiamo tra le memorie di esso Santo nella Terra di S. Martino, ne diedero il dovuto avviso al Clero, e Popolo della medesima Terra, di cui in quel tempo era di pertinenza del luogo, e successivamente ne fu fatto il trasporto, come nella Relazione Storica dell'ultima Traslazione...  ».
Tra i miracoli additati a san Leo, il Tria fa riferimento a un certo Tommaso Costo il quale trattando delle cose avvenute nel Regno nel 1566 così scrive: 
«Era già il Mese di Agosto di quest'anno 66, quando l'Armata Turchesca guidata da Pialì Bassà scorse fino al Golfo di Venezia; e come fu al dritto di Pescara, luogo famoso, e forte dell'Abruzzo, fece alto. Di poi dato di nuovo de' remi in acqua, assaltò quella riviera, ove per trascuraggine del Governatore di quella Provincia si era fatto poco provvedimento, e pose a sacco, e a fuoco alcune Terre, cioè Francavilla, Ortona, Ripa di Chieti, S. Vito, il Vasto, la Serra Capriola, e Termoli, menando via e di robba, e di gente quanta ne poté mettere su Galee, guastando, e rovinando tutto il resto. Non fu altresì offeso dalla barbara rabbia il picciolo, ma nobile Castello di S. Martino: il che fu attribuito a' meriti di S. Leo, Protettore di quel luogo, dove le sue Sagre Reliquie si conservano».

## Culto

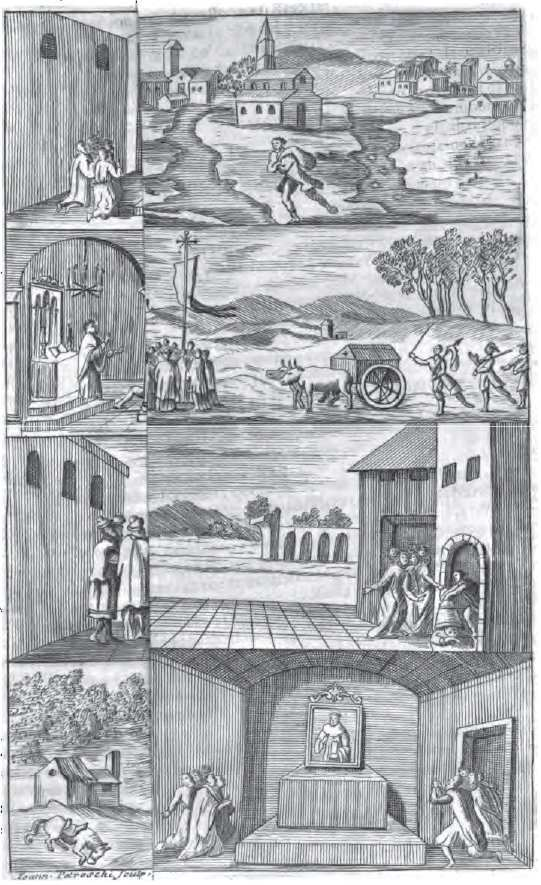
La leggenda di San Leo

Il Conte di Loritello, Roberto di Bassavilla, era alle prese con una delle sue usuali battute di caccia, insieme con baroni e altolocati del luogo, ma al ritorno, nell'appressarsi alle rovine del Monastero di San Felice, tutti videro con stupore i loro cavalli, che prima avevano lasciato legati, inginocchiati davanti ad una lapide, attorno alla quale si vedevano ancora i resti dell'altare della Chiesa, soffusi da una intensa luce. Ansiosi, cercarono di sapere qualcosa in più di quel prodigio, e timidamente avvicinandosi, scrollando quel po' di polvere e detriti che vi erano sparsi ancora sopra, il conte riuscì a leggere incise sul marmo queste parole: qui giace il corpo di San Leo. Ancora nella memoria permaneva il ricordo e i suoi miracoli. Facendosi forza cercarono di smuovere il pesante coperchio del sepolcro, ma nel sollevarlo una luce accecante li investì, quasi accecandoli. Poi attutito questo primo impatto in una luce meno intensa, riuscirono a vedervi un agoraio, un gomitolo, pochi altri umili oggetti e le ossa del santo. La commozione però subito cedette il posto a una concitata contesa su chi avrebbe avuto l'onore di appropriarsi delle sacre reliquie, contesa che sembrava volesse degenerare in qualcosa di ben più grave. Allora il Conte Roberto, onde evitare il peggio, ordinò a un suo servo di andare dal Vescovo di Larino, il quale, dopo essere stato informato dell'accaduto, consigliò di legare la cassa contenente il Corpo del Santo sopra un carro trainato da buoi, e di lasciarli andare dove avessero voluto, perché proprio San Leo li avrebbe guidati. Appena posata la cassa sopra il carro, i buoi, come per incanto, cominciarono a correre. Senza fermarsi, il carro coi buoi passa per Ururi, Rotello, Chieuti, Portocannone, lasciando un vistoso velo di delusione su molti volti. Invertendo la rotta il carro inizia a dirigersi verso San Martino. La gente commossa accolse il carro festante che, entrando nel paese, venne a fermarsi proprio davanti alla Chiesa di Santa Maria. Le povere bestie stremate per l'immane fatica stramazzarono al suolo e sul carro come per incanto spariscono le reliquie del Santo. La gente entrò nella chiesa, ma appena dentro un'altra meraviglia lasciò tutti come sospesi: le reliquie di san Leo, avvolte in un alone di luce, stavano adagiate proprio sopra l'altare maggiore. Le campane, di colpo, come per incanto, si misero tutte insieme a suonare.
Ovviamente, tutte le leggende hanno le loro inevitabili varianti, e il poeta sanmartinese Domenico Sassi ne scrisse una stupenda in dialetto : A Storie de Sande Lé.
In suo onore viene dedicata la Corsa dei Carri (30 aprile) commemorante la solenne traslazione, dal luogo del rinvenimento delle sue reliquie, presso i ruderi del Monastero di San Felice, fino alla Chiesa Matrice di allora, Santa Maria in Pensili.
Sembra però che non sia riportato in nessun martirologio un San Leo o San Leone che abbia un'origine Molisana o almeno attinenza con San Martino.